# Asociación de Magistrados Brasileños
La Asociación de Magistrados Brasileños (en portugués: Associação dos Magistrados Brasileiros, AMB) es el consejo profesional de los magistrados de Brasil. Congrega 36 asociaciones regionales, siendo 27 de jueces provinciales, 7 de laborales y 2 de militares. Actualmente está presidida por la jueza Renata Gil, primera mujer en presidirla, que tomó posesión el 11 de diciembre de 2019 por un período de dos años.
Desde su fundación, el 10 de septiembre de 1949, la AMB tiene como misión la calificación y control de los magistrados y la excelencia en el ejercicio de la profesión, promoviendo debates y cursos de especialización y buscando esclarecer la sociedad acerca de las atribuciones de los profesionales de la Judicatura. La AMB mantiene convenios con las escuelas provinciales y otras instituciones de enseñanza, invirtiendo en la excelencia en el ejercicio de la profesión, y en la consolidación de la ciudadanía brasileña.

## Historia de la AMB
En 1936, el juez minero José Júlio de Freitas Coutinho envió cartas a otros magistrados de todo el país, convocándolos para crear una entidad nacional de su categoría profesional. En 1941, después de la muerte de Júlio Coutinho, Edgard Costa (1º presidente de la asociación), entonces el ministro del Supremo Tribunal Federal de Brasil, toma el frente del movimiento y convoca una reunión en la cual estarían los futuros fundadores, tales como el desembargador José Duarte Gonçalves da Roch y los magistrados Mário dos Pasos Monteiro, Artur Marinho, Rocha Lagoa, Goulart de Oliveira y Vicente Piragibe.
En 1943, el movimiento ganó en el impulso, durante la Conferencia de los Desembargadores, convocada para discutir los nuevos Códigos Penal y de Proceso Penal.
En 1948, 50 magistrados se reunieron para elegir la primera Dirección y la Comisión de Propaganda y Cultura. En esa reunión también fue escogido el nombre que sería dado la entidad y que hasta hoy permanece.
El registro de la entidad solamente ocurrió el día 10 de septiembre de 1949.
En los primeros 59 años de vida, la entidad tuvo 28 presidentes, siendo siete ministros de Tribunales Superiores, tales como: STF (3), TST (2), STM (1), TFR (1). De los 28 magistrados que alcanzaron la Presidencia de la AMB, 11 tuvieron origen en Río de Janeiro, cinco en São Paulo, cuatro en Minas Gerais, tres en Santa Catarina, dos en Río Grande del Sur, uno en Paraná y uno en Amazonas.
La sede de la AMB está en Río de Janeiro por primera vez en 1982, con la elección del desembargador Sydney Sanches (SP).
El sexagésimo aniversario de fundación de la entidad fue conmemorado el día 10 de septiembre de 2009, ocasión en la cual fue presentada una publicación especial, en que narra la trayectoria de la entidad y sus reflejos en la sociedad, y un vídeo institucional, con testimonios de nombres importantes para la entidad y las acciones que hicieron de ella referencia para los más diversos temas nacionales.
La ocasión también fue prestigiada por la edición de un sello conmemorativo especial por la Empresa Brasileña de Correos y Telégrafos y por una Sesión Especial de Senado Federal.
La primera mujer en presidir la AMB fue la jueza Renata Gil, bienio 2020-2022.